# Балабан, Ян
Ян Балабан (чеш. Jan Balabán; 29 января 1961, Шумперк — 23 апреля 2010, Острава) — чешский писатель, переводчик и эссеист.

## Биография
Родился и вырос в г. Острава в семье медиков. Окончил Университет Палацкого в Оломоуце по специальности английский и чешский язык. В студенческие годы публиковался в самиздате. Подружился с Яхимом Тополем. В 1984 два месяца стажировался в Великобритании. Занимался техническими переводами, затем полностью посвятил себя литературному творчеству. Переводил прозу Лавкрафта.

## Творчество
Для прозы Яна Балабана характерен жанр «экзистенциального рассказа» (точнее, цикла рассказов), повествующий о переломном моменте в жизни человека, «кризисе среднего возраста» и переоценке ценностей, как правило, во взаимоотношениях с окружающими людьми. Первым его литературным произведением стал цикл рассказов «Средневековье» задавший тон дальнейшему его творчеству и наметивший мотивы разочарования и избавления от иллюзий. Во втором сборнике рассказов «Божий канат» появляются автобиографические мотивы, в дальнейшем становящиеся характерными для текста Балабана. В следующем сборнике Балабан «Каникулы» на первый план выходит композиционная оригинальность, заключающаяся в идейно-тематической спаянности и однородности формально независимых рассказов (этот же прием используется и в «Возможно, мы уходим». В романах «Чёрный баран» и «Куда шёл ангел», наоборот, проявляется некая фрагментарность композиции.

## Произведения
- Středověk (Средневековье), рассказы (1995)
- Boží lano рассказы (1998)
- Prázdniny (Каникулы), рассказы (1998)
- Černý beran (2000)
- Srdce draka (2001)
- Kudy šel anděl (Куда шел ангел), роман (2003)
- Možná že odcházíme (Возможно, мы уходим), рассказы (2004)
- 7edm (2005)
- Jsme tady (Мы здесь)(2006)

## Награды
Сборник рассказов Možná že odcházíme был признан книгой 2004 года, а в 2005 и 2011 (посмертно) годах получил чешскую премию Magnesia Litera в номинации «проза».